# دایان اوگریدی
دایان اوگریدی (انگلیسی: Diane O'Grady؛ زادهٔ ۲۳ نوامبر ۱۹۶۷) قایقران روئینگ اهل کانادا است.